# Iris sanguinea
Iris sanguinea là một loài thực vật có hoa trong họ Diên vĩ. Loài này được Donn ex Hornem. miêu tả khoa học đầu tiên năm 1813.